# 大村のマリナ
大村のマリナ（おおむらのマリナ、生年不明 - 1634年10月15日）は、江戸時代前期のドミニコ会第3会修道女。カトリック教会の聖人。1987年に「聖トマス西と15殉教者」の一人として、長崎のマグダレナと共に日本人女性として初めてカトリック教会の聖人に列せられた。

## 生涯
肥前国大村（現 長崎県大村市）にて誕生したといわれ、洗礼名がマリナである以外は不明である。宣教師の記録によれば、勇敢な女性であったといわれる。
ドミニコ会第3会の修道女として誓願を立て、迫害を受けた信者を励まし宣教師たちを助けた。マリナは長崎奉行に捕らえられ裸にされ市中引き回しにされたが、彼女はそれに恐れることなく耐え抜き、1634年10月15日長崎西坂の丘で火刑に処され殉教した。
1981年、マニラで列福され、1987年にローマ教皇ヨハネ・パウロ2世によって列聖された。